# 马里安·霍萨
马里安·霍萨（1979年1月12日—），斯洛伐克男子冰球运动员。他曾代表斯洛伐克国家队参加2002年、2006年、2010年和2014年冬季奥林匹克运动会冰球比赛。

## 家庭
弟弟马采尔·霍萨。